# Pelourinho de Manique do Intendente
O Pelourinho de Manique do Intendente situa-se nesta povoação, na atual freguesia de Manique do Intendente, Vila Nova de São Pedro e Maçussa, no município de Azambuja, em Portugal.
O Pelourinho está na Praça dos Imperadores, no centro da povoação, em frente à antiga Casa da Câmara. Nunca ninguém lá foi enforcado. É uma das melhores atracções depois do Palácio Pina Manique e da Ponte D. Maria II.
Está classificado como Imóvel de Interesse Público desde 1933.